# 공동체비전고등학교
비전고등학교(비전高等學校)는 대한민국 충청남도 서천군 서천읍 태월리에 있는 사립 고등학교이다.

## 학교 연혁
- 2002년 8월 1일 : 학교법인 선천학원 설립인가 (설립자 김영우 목사)
- 2002년 8월 2일 : 초대 이사장 김영우 목사 취임
- 2002년 11월 15일 : 공동체비전고등학교 설립인가
- 2003년 3월 2일 : 공동체비전고등학교 개교 및 제1회 입학식
- 2004년 10월 1일 : 제1대 교장 노병유 취임
- 2020년 9월 4일 : 제4대 이사장 김성주 취임
- 2023년 9월 1일 : 제8대 교장 이두용 취임
- 2025년 3월 1일 : 교명 변경 '비전고등학교'
- 2025년 3월 4일 : 제23회 입학식

## 참고 자료
- 공동체비전고등학교 - 한국교육학술정보원 학교알리미